# Longwood (Irland)
Longwood (früher: Mordervy, irisch Maigh Dearmhaí) ist eine Kleinstadt in der Republik Irland mit 1685 Einwohnern (Stand 2022); gegenüber der Volkszählung 1991 hat sich die Einwohnerzahl damit knapp verzehnfacht.

## Lage
Die Ortschaft liegt im Südwesten der Grafschaft Meath nahe dem Meath Blackwater. Der Royal Canal verläuft vom Süden kommend im Westen an der Ortschaft vorbei. Auch der River Boyne fließt im Westen der Siedlung.
Durch die Ortschaft führt die R160 Richtung Trim. 

## Geschichte
Für 1611 ist dokumentiert, dass der Ritter Christopher Plunkett mit Longwood und der Umgebung belehnt wurde. Im gleichen Jahr wurde dem Ort das Marktrecht durch Jakob verliehen. 
1841 wurde die Kirche Mariä Himmelfahrt (St Mary’s Church of the Assumption) erbaut.

## Persönlichkeiten
- Eamonn Duggan (1878–1936), Rechtsanwalt, Politiker und Minister
- Patrick Giles (1899–1965), Politiker
- John Anthony Kyne (1904–1966), römisch-katholischer Bischof von Meath

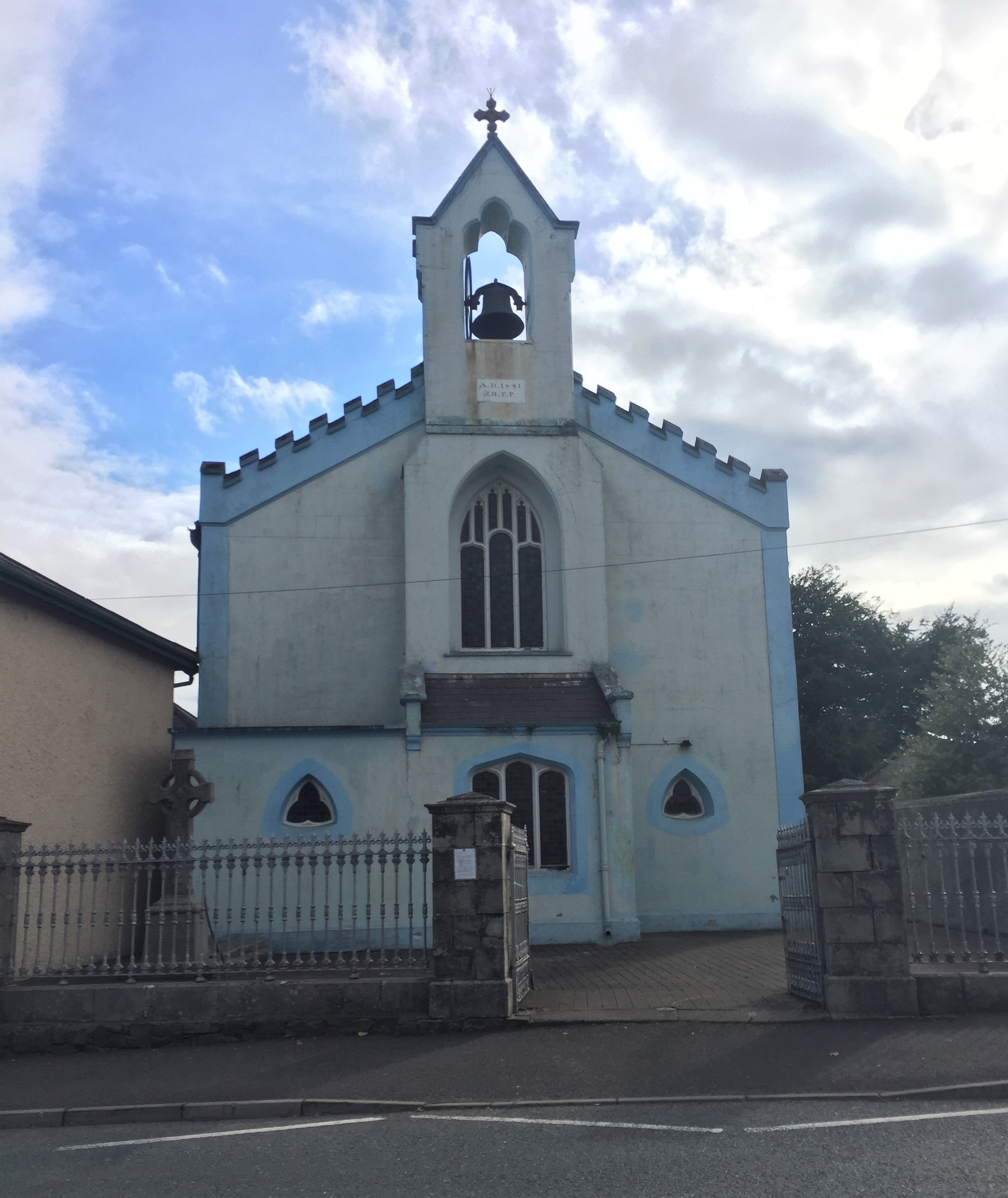
Kirche Mariä Himmelfahrt